# 마흐사 아미니 시위
2022년 이란 시위 또는 마흐사 아미니 시위는 2022년 9월 14일부터 마흐사 아미니 사망 사건(페르시아어: مهسا امینی)에 대한 반발로 일어난 일련의 시위로, 부적절한 히잡 착용으로 구금 중 사망한 마흐사 아미니가 지도 순찰대에게 구타를 당했다고 전해졌다.

## 배경
이란의 히잡 의무 착용 반대 시위가 2017년부터 계속 되고 있으며 이란 당국은 이러한 저항에 대한 탄압을 이어 오고 있다. 2022년 9월 14일 22세의 쿠르드계 이란인 여성 마흐사 아미니가 "히잡을 정확히 착용하지 않았다"는 이유로 지도 순찰대에게 체포되었다. 이슬람을 믿는 여성들이 히잡을 쓰는 이유는 기후 때문에도 있지만, 그보다 더 큰 이유는 이슬람 법전인 꾸란에 히잡을 써야한다는 내용이 명시되어 있기 때문이다. 그러나 마흐사 아미니는 히잡을 쓰지 않아서 순찰대의 폭력으로 머리에 치명적인 부상을 입었고 결국 9월 16일 사망하였다. 아미니의 장례 이후 이란의 곳곳에서 시위가 벌어졌다. 당국의 진압에도 불구하고 시위는 점점 확산되어 코르데스탄주에서는 총파업이 선언되었다.
마흐사 아미니 사망 이후 사람들이 몇 그룹으로 나뉘어 아미니가 사망한 카스라 병원 근처로 모여 선도 순찰대를 살인자로 비난하는 시위를 벌였다. 그들은 "독재자에게 죽음을", "선도 순찰대는 살인자", "내 자매를 죽인자는 내가 죽이리"와 같은 구호를 외쳤다. "마흐사의 피에 걸고 이란의 자유를 맹세한다", "하메네이 살인 정권 물러가라",  "코르데스탄에서 테헤란까지 여성의 억압을 타파하자"와 같은 정치적 구호도 있었다. 수 명의 여성이 히잡을 벗어 불태우며 "부끄러움을 모르는 다이시"를 외치며 이란 정부를 비난하였다. 거리를 지나는 차들이 경적을 울리며 시위에 동조하였다. 테헤란의 아르헨티나 광장에서는 히잡 의무 착용 반대 시위가 다시 일어났다. 당국은 이들을 폭력으로 진압하였다.

## 마흐사 아미니 시위 전개 과정

### 9월 17일
장례가 끝나고 토요일이었던 이날 아미니의 고향 사케즈와 사난다지에서는 대규모 집회가 열렸다. 이 집회에서는 아미니의 묘비 사진이 배포되었다. 묘비에는 다음과 같은 글귀가 새겨졌다.
페르시아어: ژینا جان تو نمی‌میری. نامت یک نماد می‌شود
지나 간 토 네미미리, 남앗 예크 나마드 미사바드.
"사랑스런 지나(마흐사), 너는 죽지 않으리. 네 이름은 상징이 되리." 

당국은 시위대를 폭력으로 진압하였다.

### 9월 18일
일요일 밤 사난다지에서는 다시 한 번 사람들이 거리로 몰려 나와 마흐샤의 죽음을 애도하며 시위를 벌였다. 그들은 "독재자에 죽음을", "부끄럽고 부끄럽다. 이 망할 위정자", "하메이니는 살인자" 등의 구호를 외쳤다. 한 무리의 여성들이 항의의 표시로 히잡을 벗어 던졌다. BBC는 확인되지 않은 제보를 바탕으로 보안 당국이 시위대에 발포하였다고 보도하였다. 이 날 테헤란 대학교의 학생들도 손팻말을 들고 나와 시위하였다. 테헤란과 마슈하드에서 보안 당국이 시위대를 무자비하게 진압하였다는 보도가 나왔다.

### 9월 19일
9월 19일 이란 정부는 테헤란 중심가의 모바일 인터넷 서비스를 폐쇄하였다. 쿠르드인이 많은 북서부 뿐만 아니라 테헤란, 이란 북부의 라슈트, 중부의 이스파한에서 시위가 계속되는 동영상이 소셜 미디어를 통해 전파되었다. 이란 북부의 인권 감시 단체인 헹거우는 코르데스탄주에서 세 명의 시위 참여자가 폭력 진압으로 사망하였다고 발표하였다.
우르미아에서는 23세 파르자드 마르비시가 경찰의 폭력으로 중상을 입고 병원으로 후송 도중 사망하였다.

### 9월 20일
미국의 소리는 소셜미디어에 올라온 동영상들을 종합하여 이란의 31개 주 가운데 최소 16개 주에서 시위가 이어지고 있다고 보도하였다. 사리에서는 건물에 걸려있던 그 도시 아야톨라의 사진을 찢는 시위자의 모습이 촬영되었다. 아야톨라는 시아파의 고위 성직자를 부르는 칭호이다. 이란의 국영 매체는 코르데스탄에서 세 명이 시위 도중 사망하였다고 보도하였다. 헹거우는 16세 자카리아 키알과 23세 파르자드 다르비시가 보안 당국에 의해 살해되었고 케르만샤에서는 여성 시위자가 사망한 것으로 보인다고 발표하였다. 케르만샤 검찰은 헹거우의 발표를 부인하면서 이들이 오히려 "반혁명 분자"(즉, 시위대)의 손에 죽임을 당했다고 주장하였다. 이란 국영 매체는 남부의 시라즈에서 시위대가 경찰보를 살해했다고 보도하였다. 케르만에서 한 여성이 히잡을 벗고 말총머리를 자르는 시위를 하였다. CNN과 인터뷰한 시위 참가자는 이날 보안 당국의 강경 진압으로 시위 대열이 빠르게 흩어졌다고 말하였다.

### 9월 21일
사리의 여성들이 시위 도중 히잡을 벗어 불태웠다. 헹거우는 이날 19일 시위 도중 경찰의 총격을 받은 남성이 사망하였다고 발표하였다. 헹거우는 아미니 사망 이후 이어진 시위에서 열 명의 시위 참여자가 보안 당국에 의해 살해되었다고 발표하였고 국제엠네스티 역시 여덟 명의 사망을 확인하였다고 발표하였다. 국제엠네스티는 또한 시위 진압에 산탄총을 비롯한 불법적인 군용 무기가 사용되고 있다고 언급하였다.
이란 정부가 서비스를 허용해 왔던 소셜미디어인 왓츠앱과 인스타그램은 이날 서비스가 중단되었다. 이와 동시에 많은 지역에서 인터넷 자체가 먹통이 되었다. 이슬람 혁명 수비대 산하의 민병대인 바시즈는 테헤란에서 친정부 맞불 시위를 벌였다. 한편 세계적인 연대 시위가 시작되어 캐나다, 이탈리아, 스웨덴, 튀르키예  미국 등에서 집회가 열렸다.
런던에 있는 방송 플랫폼 이란 인터네셔널은 사케즈에서 이란 육군과 이슬람 혁명 수비대 사이에 총격전이 있었다고 보도하였다. 이란의 두 준공영 매체가 마슈하드에서 바시즈 대원 한 명이 칼에 찔려 사망하였다고 보도하였다.

### 9월 22일
테헤란을 비롯한 다른 도시의 시위대가 경찰서와 경찰차를 불태웠다. 시위는 점점 더 격렬해지기 시작하였고 인터넷을 통해 전 세계로 현장 영상이 전파되었다. 테헤란에서는 여러 곳에 분산된 시위대가 각기 구호를 외치며 시위를 벌였다. 이란 국영 매체는 시위 사망자 수가 17명이라고 발표하였지만 국제 비정부 기구인 이란 인권은 사망자 수가 31명이라고 발표하였다.
어나니머스를 자칭하는 해커 그룹이 이란의 폭력적인 시위 진압에 항의하며 몇 곳의 이란 정부의 홈페이지를 포함한 최소 백여 곳의 이란 인터넷 사이트를 해킹하였고, CCTV 3백여 개의 보안 취약점을 공격하여 손상시켰다.

### 9월 23일

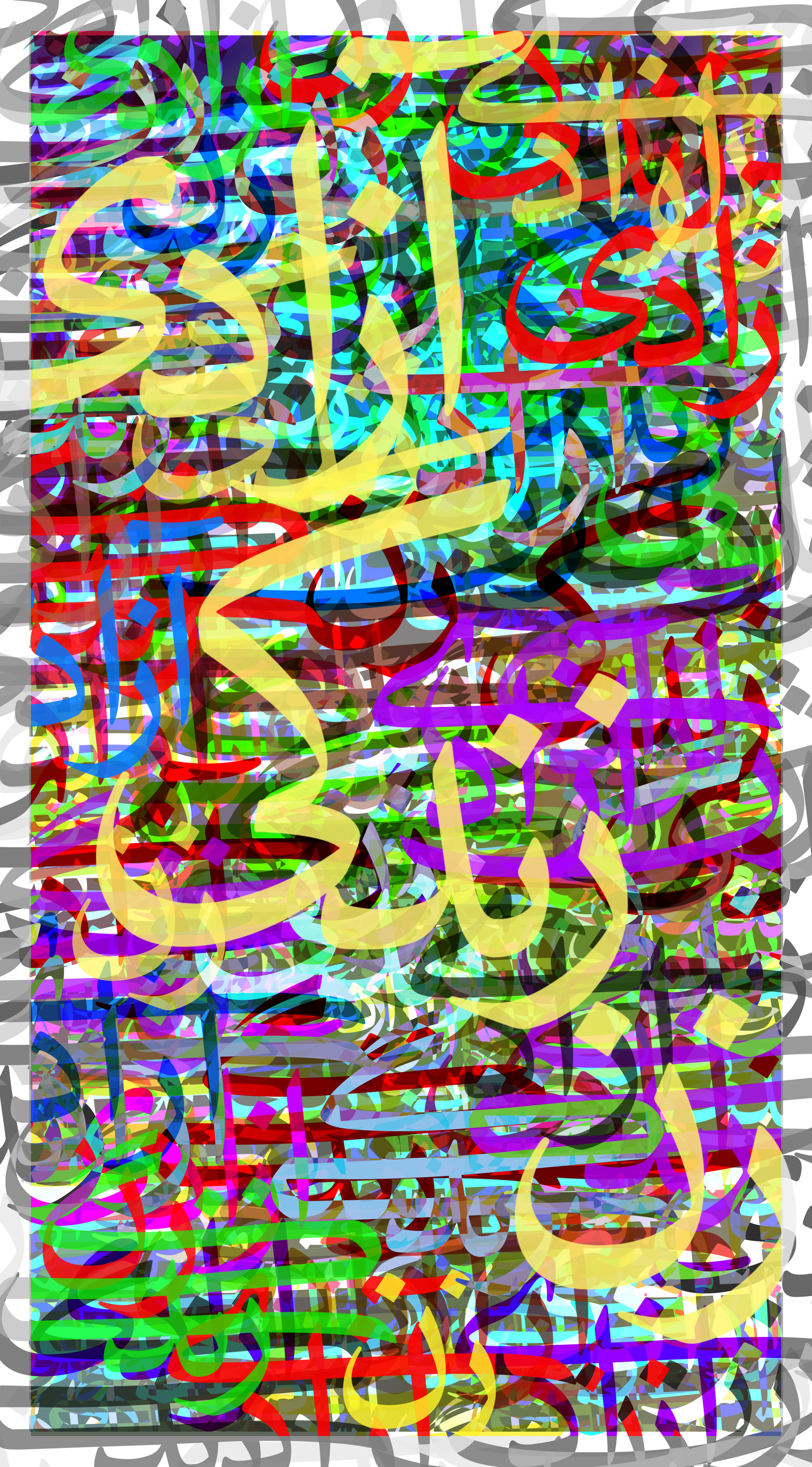
2022년 9월 시위의 슬로건 "진 지안 아자디(여성 생명 자유)"

테헤란에서 시위가 계속되었고 이스파한에서는 해질 무렵 큰 충돌이 있었다. 마슈하드, 바볼과 같은 다른 여러 도시들에서도 시위가 계속되었다. 대학의 강의는 원격 수업으로 대체되었다. 오쉬나비예흐에서는 여러 날에 걸친 큰 충돌 끝에 시위대가 경찰을 도시 밖으로 몰아냈다는 보도가 나왔지만 이란 정부는 이를 부인하였다.
이날 몇몇 도시에서 정부가 동원한 맞불 시위가 열려 정부의 히잡 의무 착용 정책을 지지하는 시위를 벌였다. 테헤란의 경우 친정부 맞불 시위의 규모는 수 천명 정도였다. 이란 국영 방송국은 생방송으로 이들의 시위를 송출하였는데 친정부 시위대는 "미국에 죽음을", "이스라엘에 죽음을"과 같은 구호를 외치며 현재의 상황이 적대적인 외국의 간섭에 의한 것이라고 비난하면서 반정부 시위대를 "이스라엘의 병사들"이라 부르며 처형해야 한다고 주장하였다. 이란 정부는 친정부 시위가 자발적인 것이라고 주장하였다. 그러나 친정부 시위는 보안 당국의 보호를 받으며 진행되었고 이란 공영 방송이 이들의 구호를 그대로 생방송 한 반면, 반정부 시위에 대해서는 폭력적 진압이 이어지는 가운데 구호 역시 방송에 송출되지 않았다.
미국 국무부는 미국 기업의 이란 인터넷 서비스를 허용하였고 일론 머스크는 스타링크를 통한 인터넷 서비스를 제공하겠다는 입장을 밝혔다. 국무부의 허가 사항에는 스타링크에 의한 하드웨어 공급이 포함되어 있지 않지만 다른 비슷한 회사들의 경우와 같이 미국 재무부의 허가를 통해 공급 가능하다.

### 9월 24일
오쉬나비예흐에서는 격렬한 시위가 계속되었다 테헤란 대학교와 시라즈의 시위도 계속되었다. 해외 거주 이란인들도 이란 시위를 지지하며 아르빌, 베를린, 슈투트가르트, 멜버른 등에서 시위를 벌였다.
길란주에서는 경찰과 혁명 수비대가 739명의 시위 참여자를 체포하였다. 이 가운데 최소 60 명은 여성이었다. 후제스탄주는 88 정의 총기를 압수하였다고 주장하였다. 케르만의 혁명 수비대도 많은 수의 시위 참여자를 체포하였다.
《뉴욕 타임스》는 보안 당국이 여러 도시에서 "군중을 향해 무차별 발포"하였다고 보도하면서 정확한 규모를 알기 어렵지만 여러 동영상과 사진을 통한 제보를 받고 있다고 밝혔다. 미국의 비정부기구인 언론보호위원회는 최소 11 명의 언론인이 취재 과정에서 체포되었고 이 중엔 마흐사 아미니 사망 사건을 처음 보도한 닐루파르 하메디도 포함되어 있다고 발표하였다.
독일 슈투트가르트의 마흐사 아미니 연대 집회
- 히잡을 불태우는 모습
- 구호를 외치는 모습

### 9월 25일
수도 테헤란의 곳곳에서 시위가 확산되었고 인터넷을 통해 이란 곳곳에 알려졌다. 해외에서도 런던, 브뤼셀, 뉴욕과 같은 도시에서 연대 시위가 열렸다. 22일 우르미아에서 칼에 찔린 바시즈 대원 한 명이 사망하였고, 몇몇은 시위대와 충돌과정에서 사망하였다.
테헤란 혁명 광장에서 반정부 시위대와 친정부 시위대 간의 폭력적인 충돌이 있었다. 반정부 시위대는 밤이 되어 다른 장소로 집결하였다. 이날 테헤란, 부셰르, 사난다지, 카즈빈, 야즈드, 우르미아, 시라즈, 마슈하드 등 여러 도시에서 시위가 계속되었고 경찰은 강경 진압을 이어갔다. 캐나다, 프랑스, 영국, 노르웨이, 오스트리아 등에서 연대 행진이 이루어졌다.

### 9월 26일
테헤란, 타브리즈, 야즈드, 고르베흐, 사난다지, 보라잔, 카라지 등에서 시위가 계속되었고 캐나다, 스페인, 프랑스에서 연대 시위가 있었다. 타브리즈 치의과 학생들이 구호를 외치며 시위하다 경찰에 구속되었다. 이란의 법무부 장관 골람 호세인 모흐세니 에제이는 "(경찰관의) 불철주야 하는 노고에 감사한다"고 말했다. 이날 이란의 석유 산업 노동조합은 "여성과 빈민에 반하는 지옥 같은 사회에 대항하여 조직된 시민들을 지지한다"는 입장을 밝혔다.

### 9월 27일

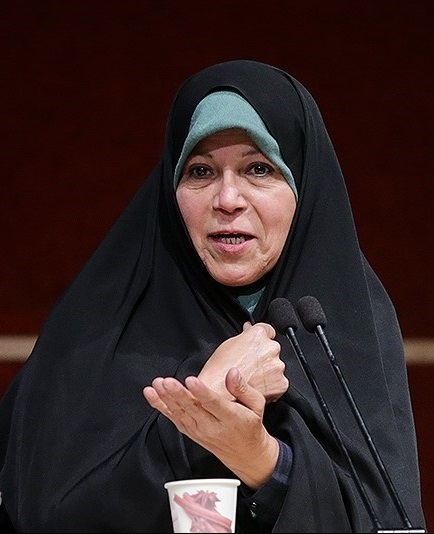
9월 27일 체포된 패제흐 하셰미는 1996년 - 2000년 이란 의회의 의원이었다.

몇몇 도시에서 시위대와 보안 당국 사이의 충돌이 일어났다. 유엔 인권 고등판무관 사무소의 대변인 라비나 샴다산은 이란에 대해 "자위로운 의견 표현과 평화로운 집회와 결사의 온전한 자유를 보장할 것"을 촉구하였다. 샴다사니는 이에 덧붙여 "수백명이 구속되었으며 이 가운데는 인권 활동가, 법률가, 사회 활동가, 그리고 최소 18 명의 언론인이 포함되어 있다"고 밝히면서 "지난 11일 동안 수천의 사람들이 여러 도시에서 반정부 시위에 참여하였고 보안 당국은 이들에게 실탄을 사격하였다"고 지적하였다. 이란의 석유 산업 노동조합은 만일 정부가 계속하여 시위를 강경 진압한다면 파업에 돌입할 것이라고 경고하였다. 석유는 이란 경제의 핵심 산업이다.
비정부 기구 이란 인권은 보안 당국이 시위대를 향해 실탄을 조준 사격하고 있다고 발표하였다. 이란의 전 대통령 악바르 하셰미 라프산자니의 딸로 여성의 권리 활동가인 패제흐 하셰미가 시위 도중 체포되었다.

### 9월 28일
테헤란의 중심부에선 "독재자에게 죽음을"을 외치는 시위대와 진압 경찰의 대치가 이어졌다. 독일 베를린에서 1천8백여 명이 모인 가운데 연대 시위자 한 명이 브란덴부르크 문 위로 올라갔다. 이 연대 시위에는 바이에른 기독교사회연합 소속 정치인 도로티 배르와 이란계 독일 배우 페가 페리도니가 참여하였다.

### 9월 29일
이란의 여러 도시에서 시위가 계속 되었고 이슬람 혁명 수비대의 원로 사령관 중 한 명이 "반체제 총격범"이 쏜 총탄에 맞아 사망하였다.

### 9월 30일
자헤단에서 분리주의자가 경찰서를 공격하여 4명의 이슬람 혁명 수비대를 포함한 19 명이 사망하였다.

## 세계 반응
국제앰네스티: 아미니의 사망 원인 발견을 촉구하였다.
미국의 조 바이든 대통령: 유엔 총회 연설에서 이란의 시민 인권을 응원한다고 발언하였다.
프랑스, 이탈리아, 우크라이나, 튀르키예 등 유럽 각지 나라들: 이란 정부의 통치 방식을 비판하였다. 

## 시민 저항
많은 교사와 대학 교수가 시위에 지지를 나타내며 저항하고 있다.
- 이슬람 자유대학의 건축학 교수 아마르 아슈리는 해고를 각오하고 시위대 옆에 서서 연대의 뜻을 밝혔다.[78]
- 샤이드 베헤슈티 대학교의 이슬람 철학과 교슈 나스롤라흐 헤크마트는 9월 27일 시위에 연대를 표하기 위해 휴강하였다.[78]
- 시라즈 대학교의 연극과 교수 릴리 갈레흐다란은 시위에 대한 지지를 밝히는 서한을 발표하고 사직하였다.[78]
- 샤리프 공과대학교의 알리레자 바흐라이니, 샤흐람 카재이, 아진 모바헤드 교수는 시위 참여를 독려하며 수업을 중단하였다.[78]
- 수레흐 대학교의 연극과 교수 골람레자 샤흐바지는 시위 지지를 밝히고 사직하였다.[78]

## 같이 보기
- 이란 혁명
- 이란의 이슬람
- 리비아 내전 (2011년)